# Melanagromyza surrufa
Melanagromyza surrufa är en tvåvingeart som beskrevs av Mitsuhiro Sasakawa 1963. Melanagromyza surrufa ingår i släktet Melanagromyza och familjen minerarflugor. Inga underarter finns listade i Catalogue of Life.